# Complejo de Qutb
El complejo Qutb es un conjunto de edificios y monumentos situado en la ciudad de Delhi, en la India. La construcción de este complejo la inició Qutb-ud-din Aybak, primer gobernante de la dinastía de los esclavos. El complejo fue ampliado por los sucesivos gobernantes, incluyendo a Iltutmish y Alaudín así como los británicos. Desde 1993 el conjunto de Qutab Minar y sus monumentos está considerado como Patrimonio de la Humanidad por la Unesco, que lo describe así: 

Construido a principios del siglo XIII, a unos kilómetros al sur de Delhi, el minarete de Qutb Minar es una torre de arenisca roja de 72,5 metros de altura, con un diámetro de 14,32 metros en su base y de 2,75 metros en su cúspide. Su pared exterior está ornamentada, alternativamente, con acanaladuras de aristas agudas y redondeadas. La zona arqueológica en la que se encuentra posee varias tumbas, la magnífica Puerta de Alai Darwaza, obra maestra del arte indomusulmán construida en 1311, y dos mezquitas. Una de ellas, la de Quwwat Ul Islam, es la más antigua de la India septentrional y fue construida con materiales procedentes de una veintena de templos brahmánicos.
UNESCO

## Qutab Minar
El Qutab Minar es el monumento más famoso de todo el complejo. Se trata del minarete más alto del mundo, con una altura total de 72,5 metros, construido en ladrillos y mármol . Su construcción la inició Qutb-ud-din-Aybak en 1193.

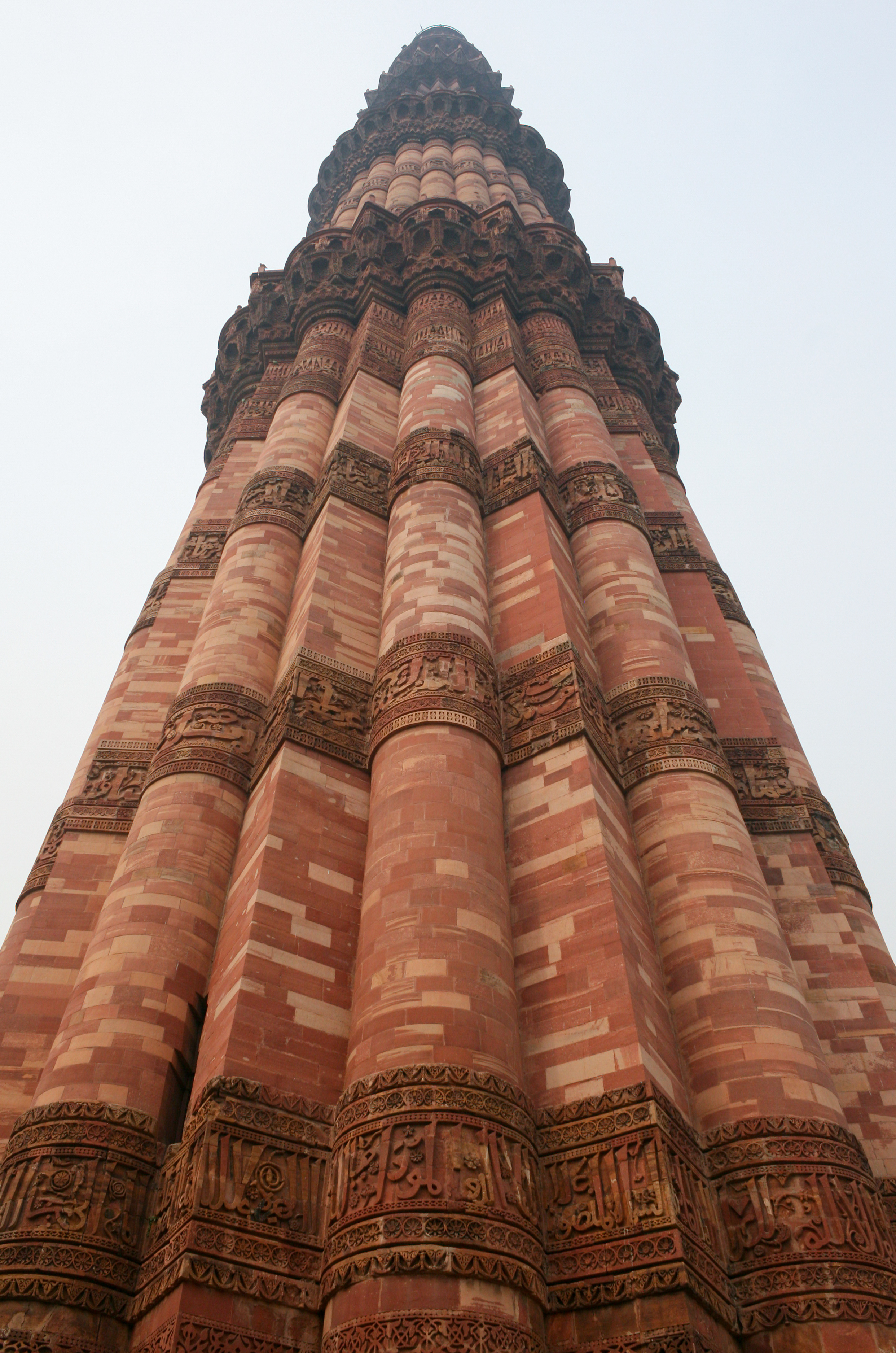
Minar Qutab.
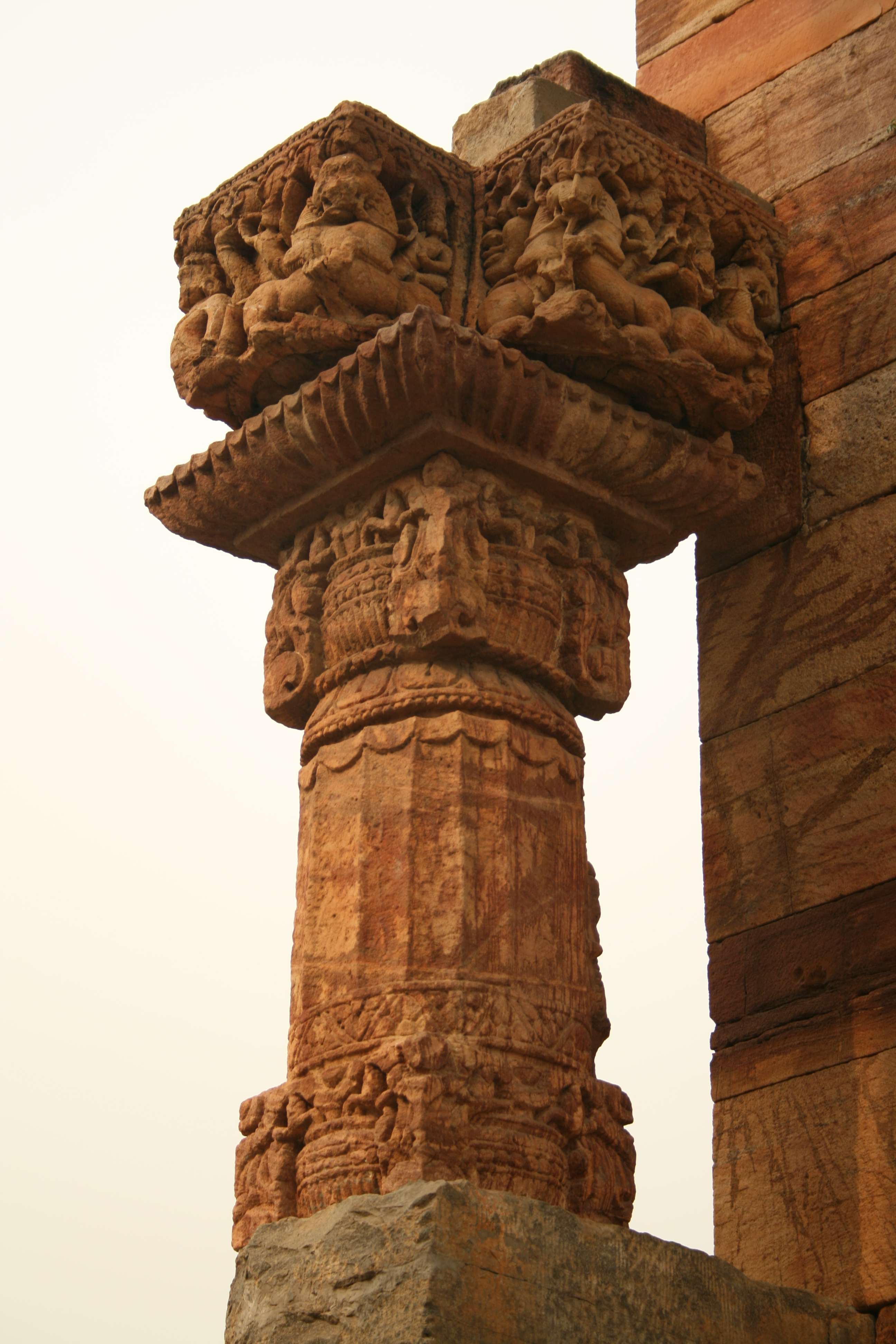
Detalle del Minar Qutab.

## Mezquita Quwwat-ul-Islam
La mezquita Quwwat-ul-Islam fue construida por Qutb-ud-din-Aybak. La obra se inició en el año 1190 cuando Aibak era el jefe de una guarnición en Delhi. Se cree que la mezquita se construyó con partes tomadas de 27 templos hinduistas y jainistas destruidos por Aibak. Fue la primera mezquita construida en Delhi tras la conquista musulmana de la India.
La mezquita se continuó ampliando tras la muerte de Qutub. Su sucesor, Iltumish, amplió la sala de oración con tres arcos nuevos. Aunque la mezquita está actualmente en ruinas aún se pueden ver restos de sus paredes originales.

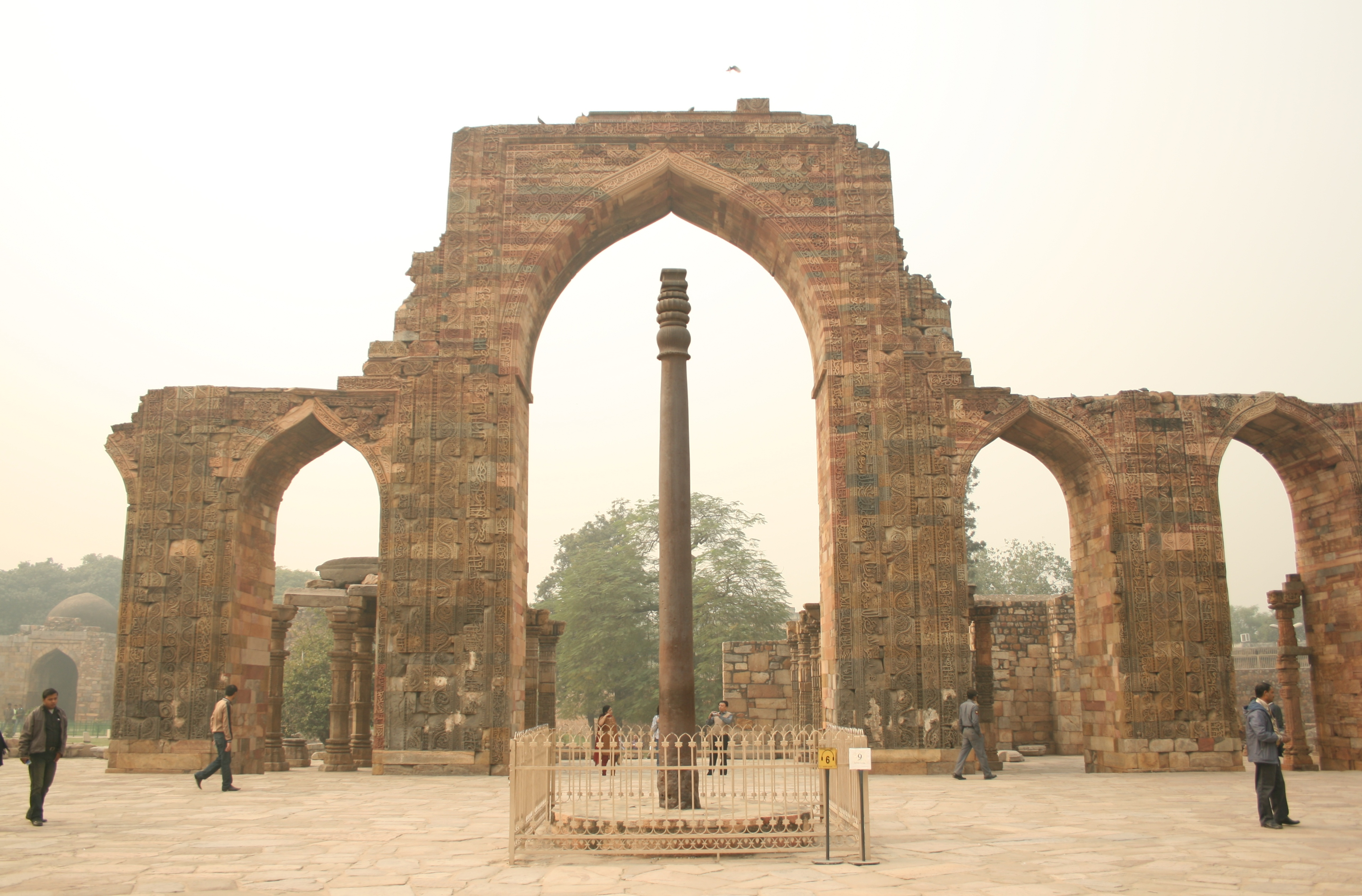
Mezquita Quwwat ul-Islam.
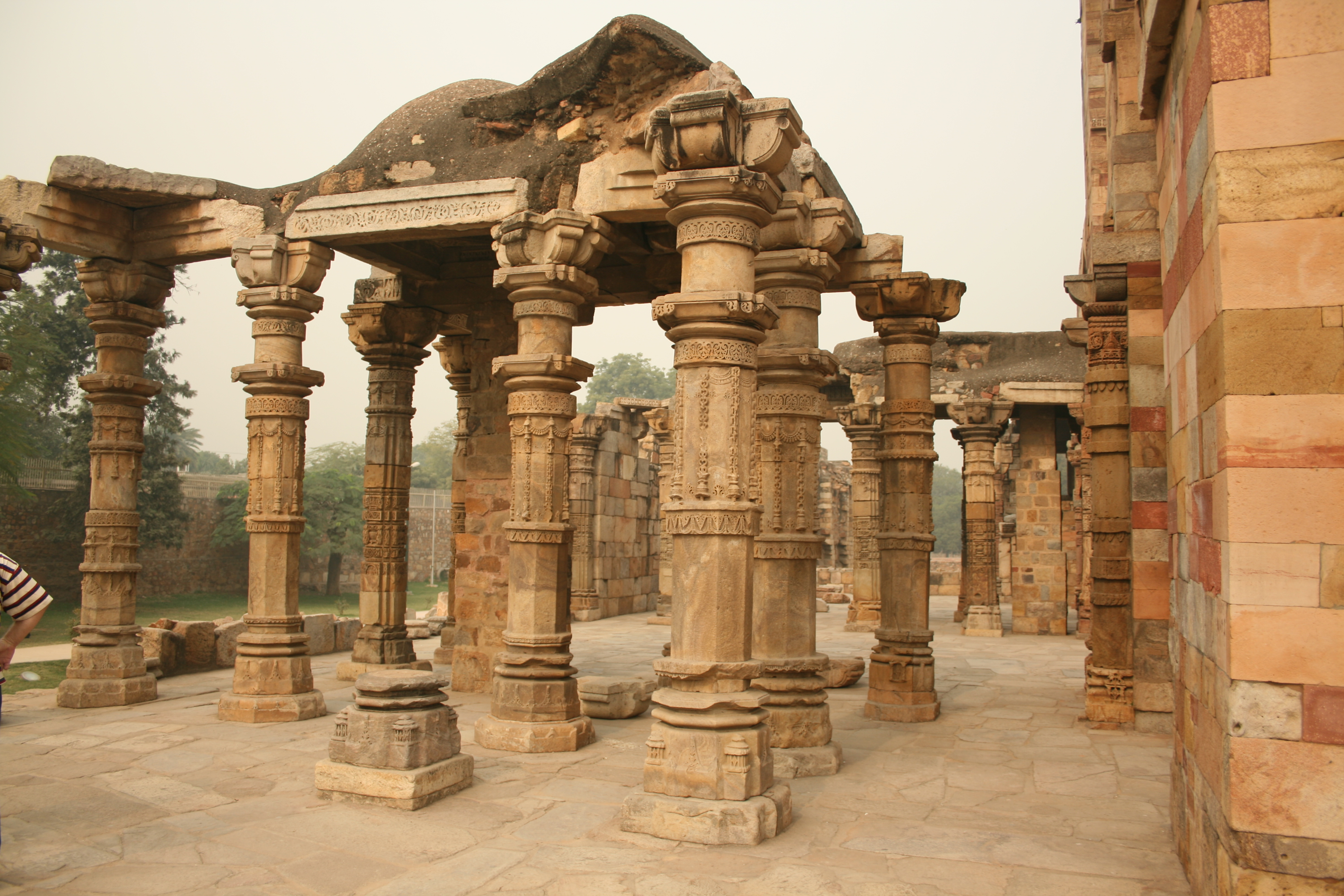
Mezquita Quwwat ul-Islam.
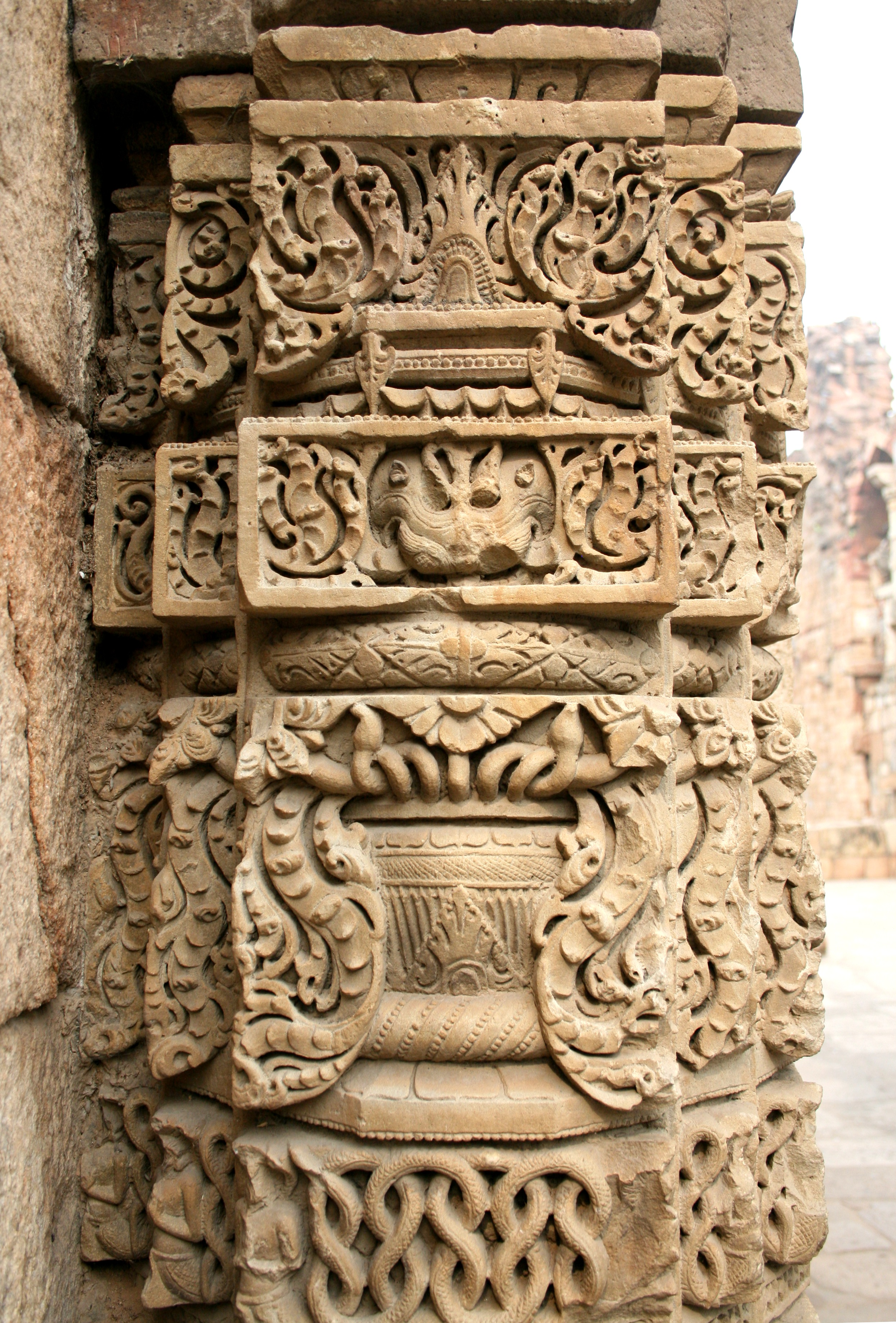
Detalle de la mezquita Quwwat ul-Islam.
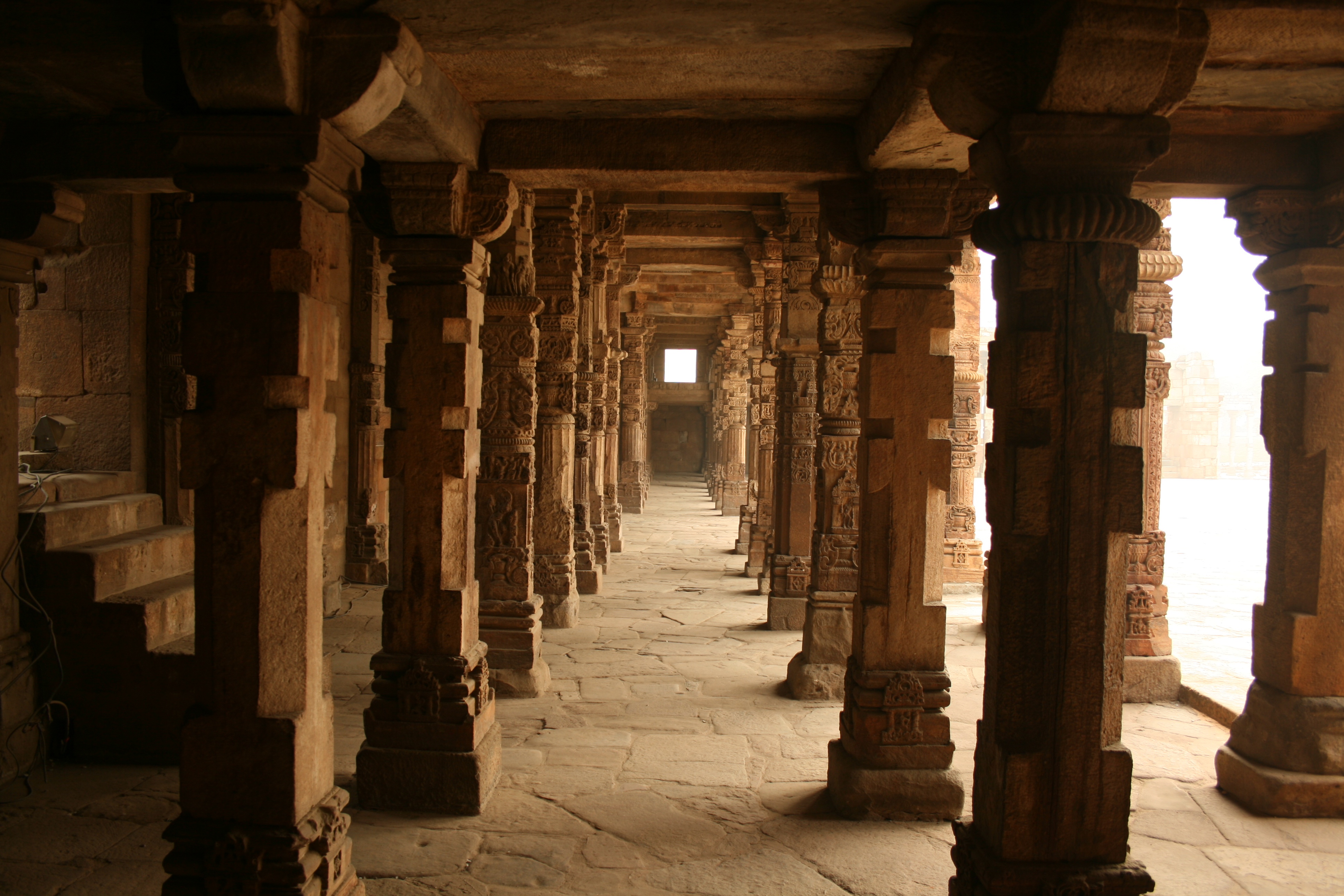
Mezquita Quwwat ul-Islam.
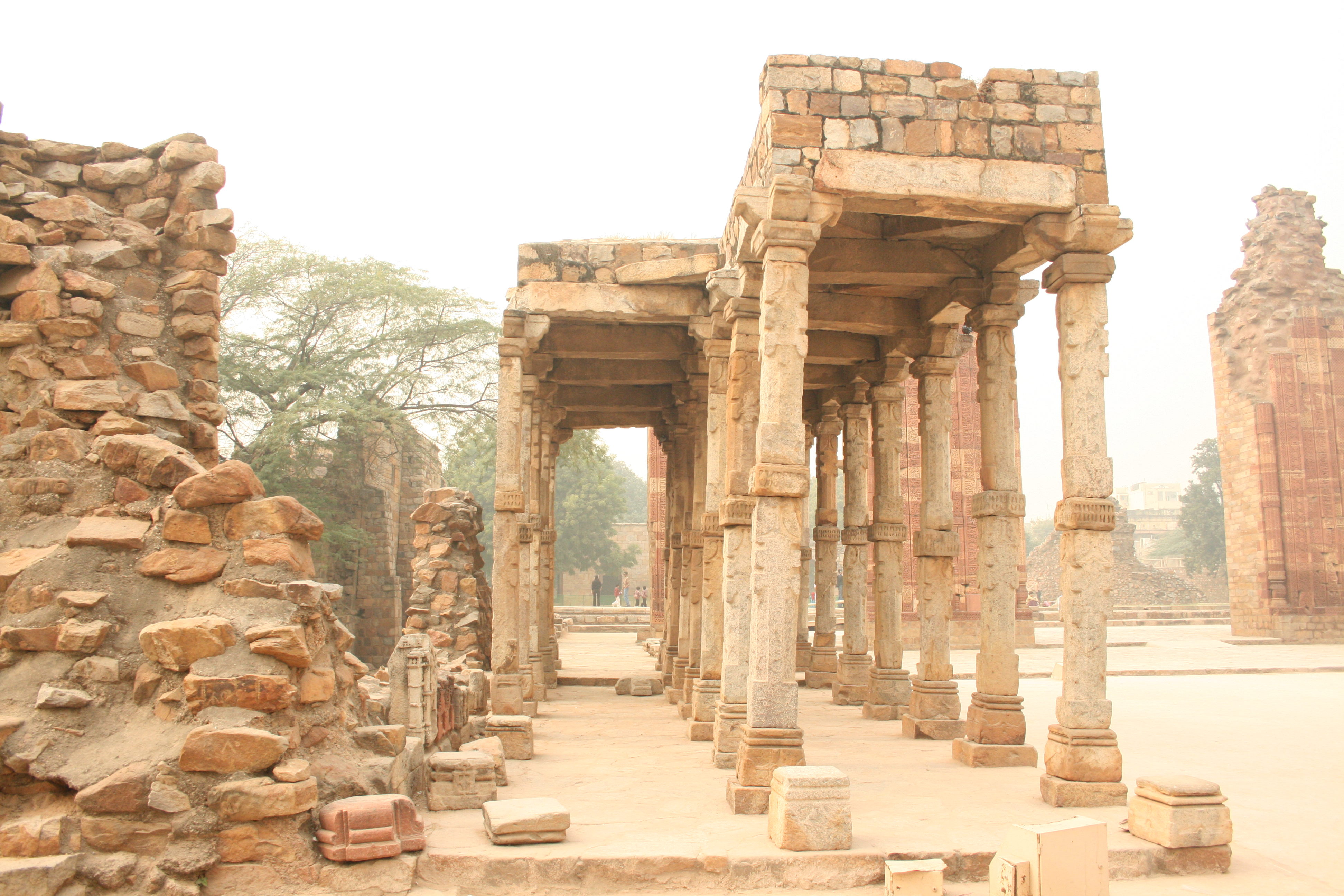
Mezquita Quwwat ul-Islam.
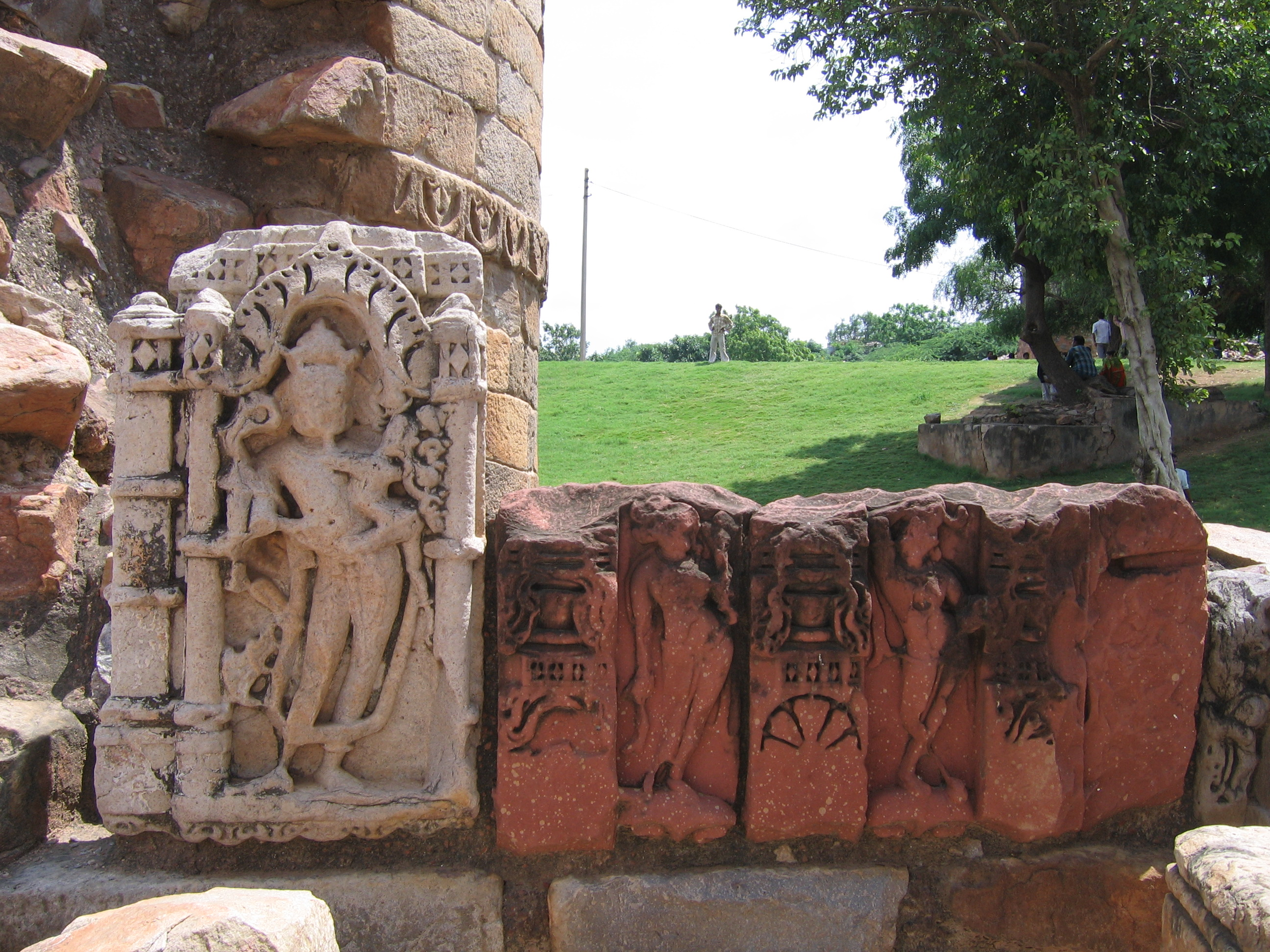
Estatuas de los antiguos templos jainas.

## Tumba de Iltutmish

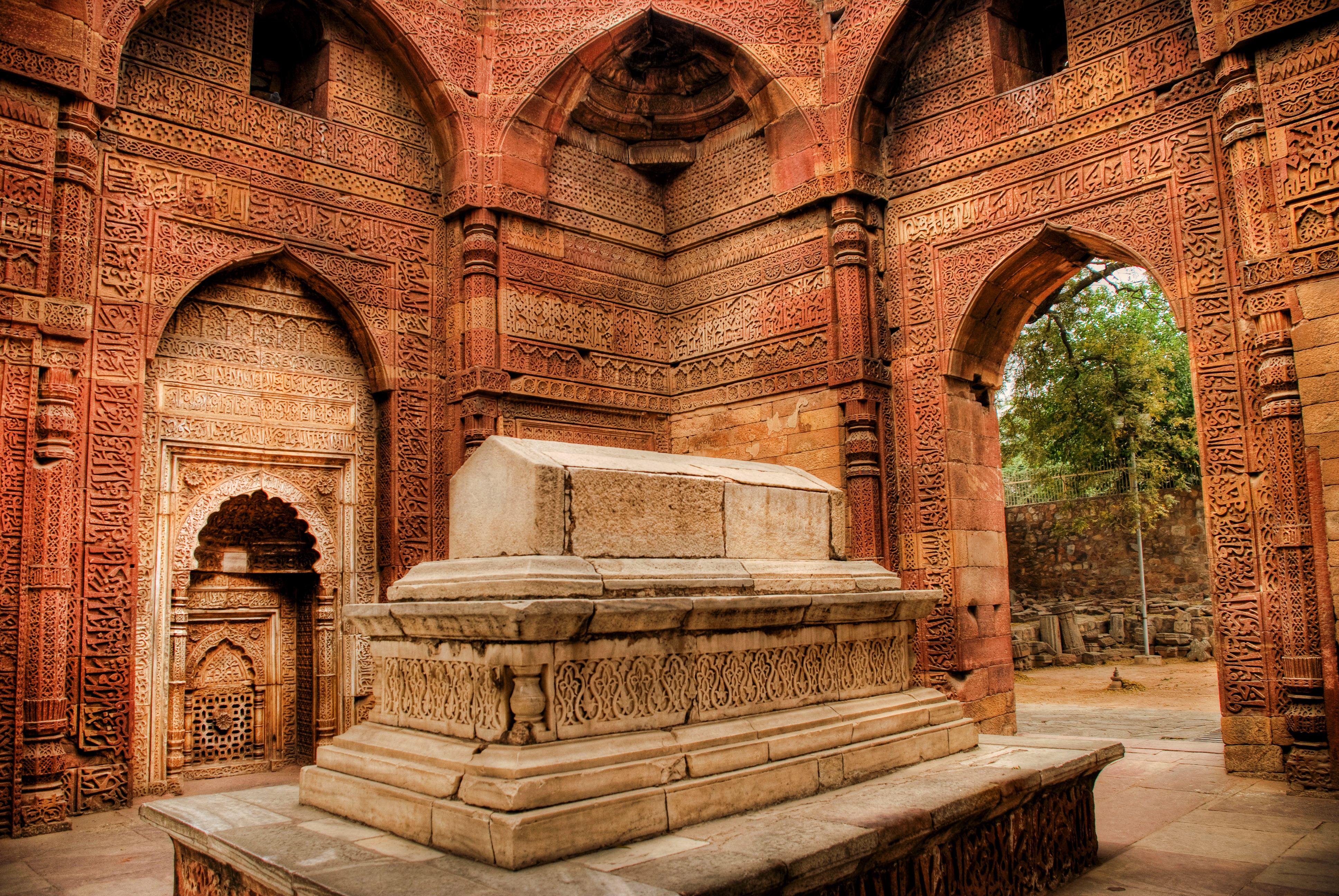
Tumba de Iltutmish.

Al oeste de la mezquita se encuentra la tumba de Iltutmish, construida por el propio monarca en 1235. La construcción de este mausoleo representa un cambio en las tradicionales costumbres hinduistas de incinerar los cadáveres.

## Alai Minar

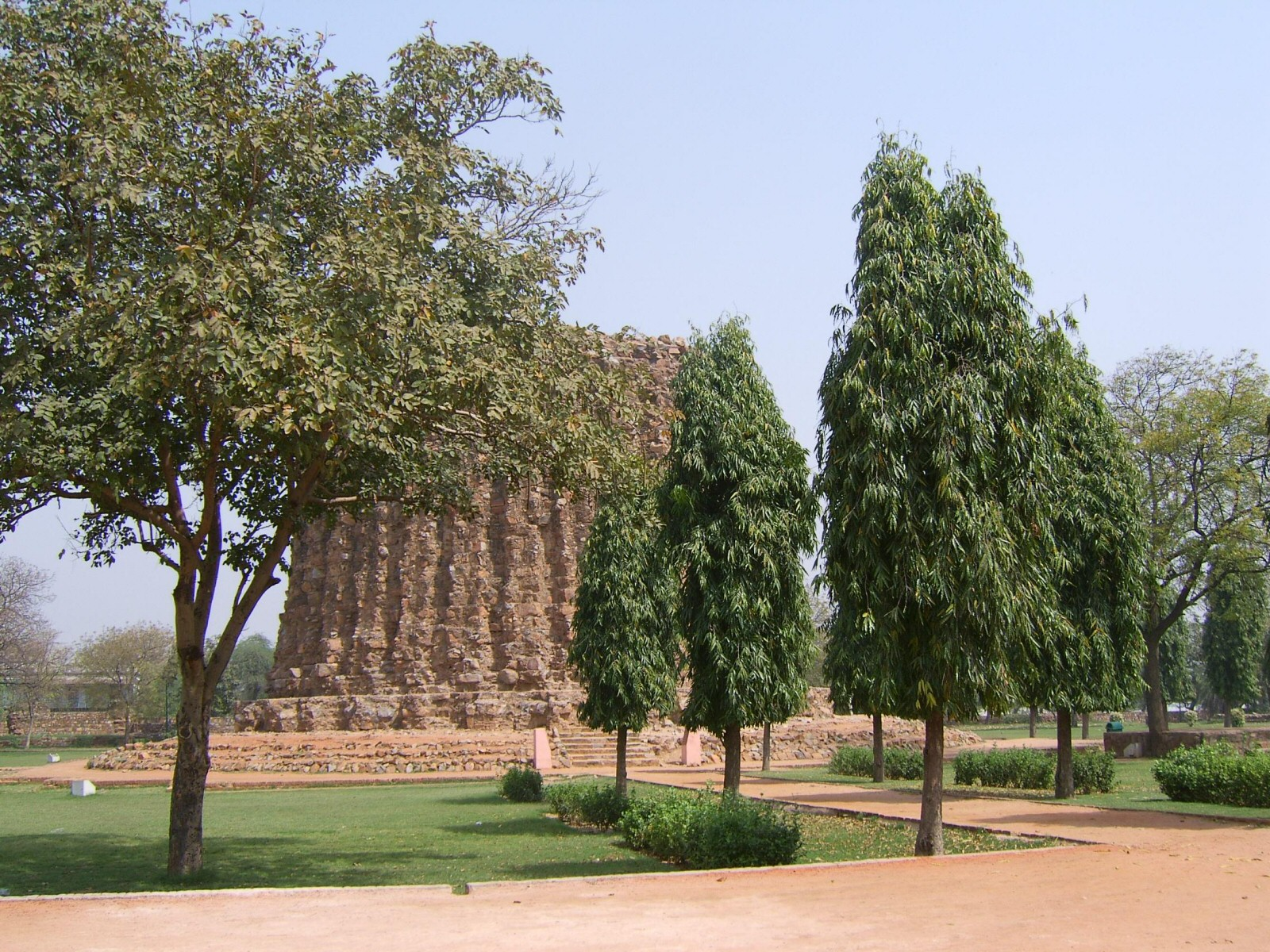
El Alai Minar.

El Alai Minar es un alminar que quedó incompleto. Alaudín inició su construcción con la idea de superar en altura y majestuosidad al Qutab Minar, aunque sólo llegaron a construirse 24,5 metros de minarete. En la actualidad aún es visible el primer piso de esta construcción.

## Ala-I-Darwaza

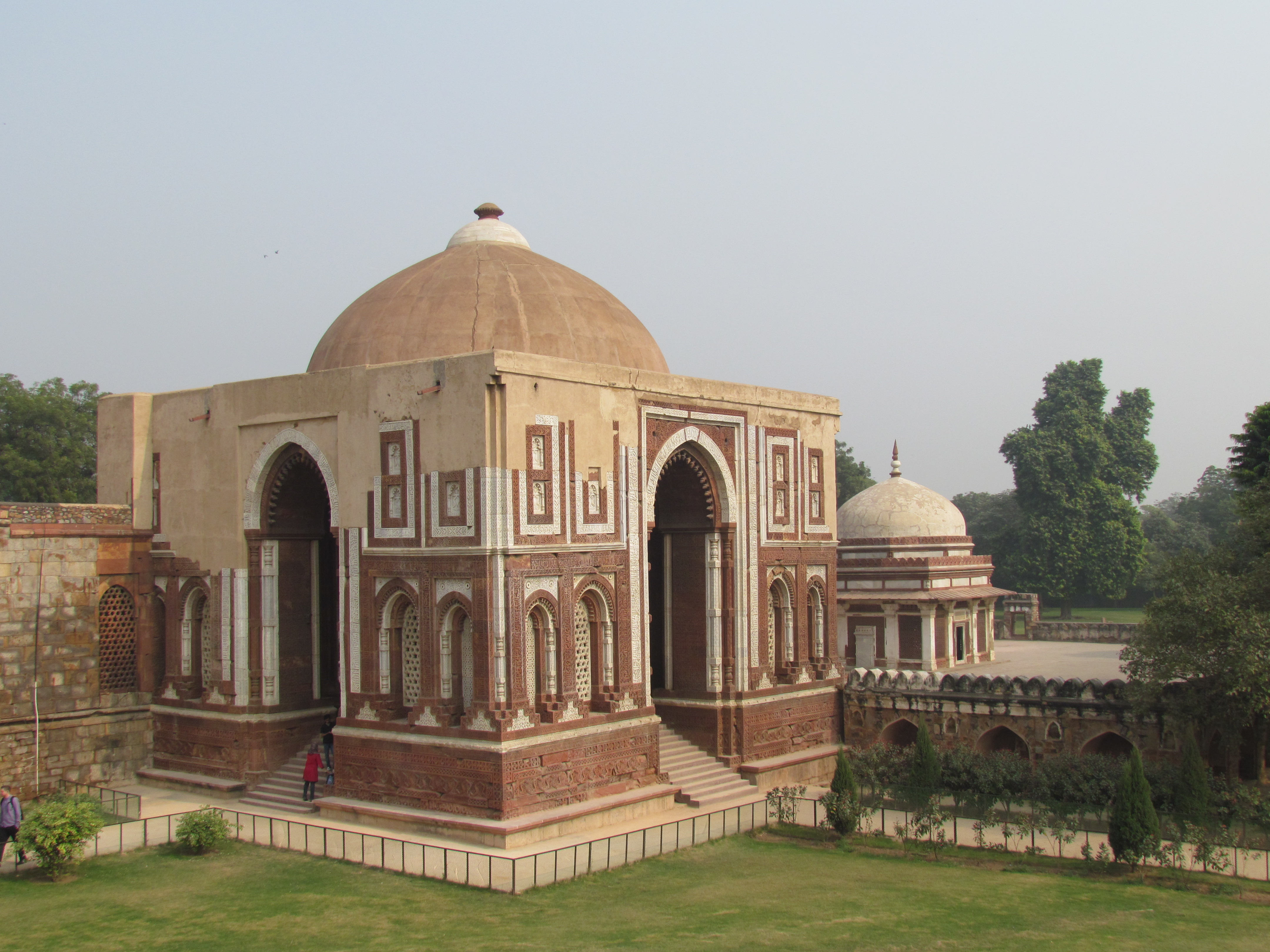
Alai Darwaza.

Ala-I-Darwaza es el nombre de la puerta de entrada meridional al complejo. Construida en arenisca por el primer  sultán de la dinastía Khilji Alaudín fue acabada en 1311. La puerta está decorada con incrustaciones de mármol y delicados grabados en piedra. Se la considera una obra maestra del arte indo-musulmán.

## Pilar de hierro

El pilar de hierro.

El pilar de hierro es uno de los fenómenos metalúrgicos más curiosos del mundo. Este pilar tiene una altura de siete metros y un peso aproximado de seis toneladas. Construido durante el Imperio Maurya en el siglo VI, es la única pieza del antiguo templo hinduista que se erigió en el complejo que aún permanece en pie. Qutub construyó su mezquita alrededor de este pilar.
El pilar tiene una inscripción en la que se explica que fue construido como un homenaje al dios Vishnú y en memoria del rey Chandragupta II (375-413). Construido con un 98% de hierro de baja calidad, el pilar es la muestra del alto nivel que poseían los herreros de la antigua India. El pilar ha llamado la atención de los arqueólogos y los metalúrgicos ya que, a pesar de tener más de 1600 años de antigüedad, no presenta ningún tipo de corrosión.